# Das Märchen von der silbernen Brücke
Das Märchen von der silbernen Brücke ist ein deutscher Märchenfilm von 2024, der für die ARD-Reihe Sechs auf einen Streich entstand. Der Film basiert auf Motiven des Kunstmärchens Die Silberne Brücke von Hertha Vogel-Voll.

## Handlung
Als die beiden Bäckerskinder Rose und Heinrich über den Markt streunen, finden sie ein Märchenbuch und nehmen es mit nach Hause. Die Eltern haben keine Zeit ihren beiden Kindern daraus vorzulesen. Frau Liebesgüte in der Märchenwelt beobachtet mit Sorge, dass die Menschen immer weniger Bücher lesen oder Geschichten erzählen. Dadurch wird das "Rad der Zeit" immer mehr aus dem Gleichgewicht kommen. In der Nacht versuchen Rose und Heinrich, dass Buch vom Schrank zu holen, wohin die Mutter es weggelegt hatte. Dabei fällt es herunter und Schneewittchen, Rotkäppchen, Rumpelstilzchen, der Teufel aus Der Teufel mit den drei goldenen Haaren und die Hexe aus Hänsel und Gretel purzeln aus den Seiten des Buches.
Schnell wird klar, dass die Kinder die Märchenfiguren nicht kennen und bei dem darauffolgenden Streit fällt der Name der größten Bedrohung des Märchenlandes — das dicke Ende. Das "Dicke Ende" ist hinter dem Märchenbuch her, das Rose und Heinrich auf dem Markt gefunden hatten. Es will es fressen, damit die Märchen vergessen werden. Die Märchenfiguren stellen fest, dass das Märchenbuch seinen Zauberschimmer verloren hat und kommen somit nicht zurück ins Märchenland.
Rose und Heinrich sollen ihnen helfen — sie haben sie ja auch aus den Buch geschüttelt. Die Kinder sollen zur Frau Liebesgüte gehen und mit dem "Rad der Zeit" sie retten. Wenn sie an die Macht der Märchen glauben, werden sie den Weg über die silberne Brücke ins Märchenland finden uns sie vor dem "dicken Ende" retten können. Die Kinder machen sich mit dem Märchenbuch auf dem Weg die silberne Brücke zu suchen. Der Teufel und die Hexe begleiten sie, um sie vor dem "dicken Ende" zu beschützen. Die anderen Märchenfiguren bleiben in der Bäckerei zurück und verstecken sich. Auf dem dunklen Markt können Rose und Heinrich dem "dicken Ende" gerade noch entkommen, das von dem Streit der Märchenfiguren angelockt worden war.
Am folgenden Morgen finden die Eltern die Kinder nicht mehr und finden eine zurückgelassene Nachricht von ihren Kindern, in der sie die Eltern auffordern, ihnen zu vertrauen — sie wollen das Märchenbuch retten. Zusammen mit der Hexe und dem Teufel sind Rose und Heinrich im Wald auf der Suche nach der silbernen Brücke. Nach einiger Zeit finden sie den Weg zu Frau Liebesgüte. Um das "Rad der Zeit" retten zu können, müssen sie ein Rätsel lösen. In letzter Minuten schaffen Rose und Heinrich das Rätsel zu lösen und das Märchenbuch ist gerettet.

## Hintergrund

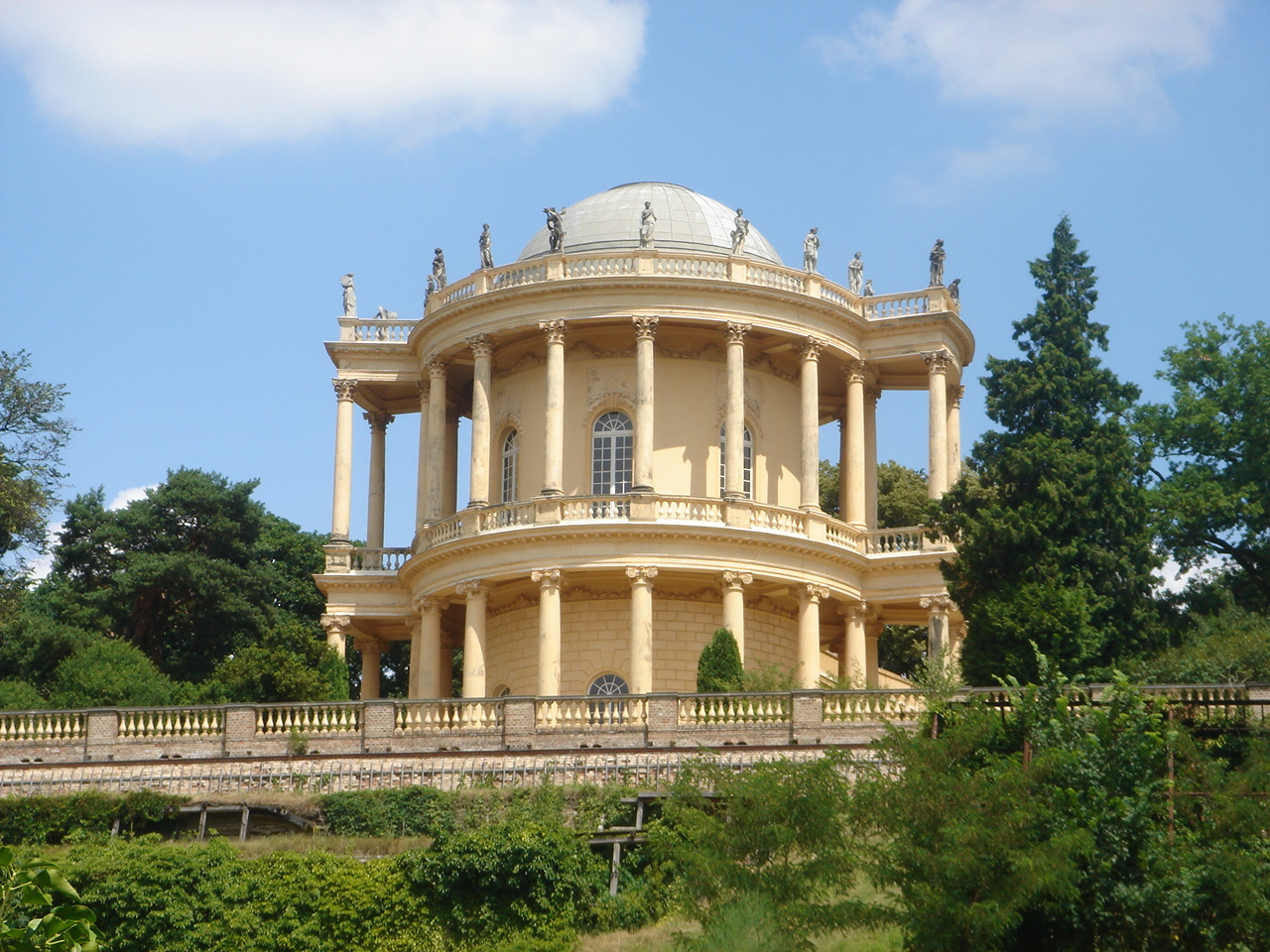
Belvedere auf dem Klausberg, Potsdam

Die Dreharbeiten fanden vom 9. bis 30. Juli 2024 auf dem Friedhof von Stahnsdorf und im Belvedere auf dem Klausberg in Potsdam,  statt. Der Film wurde von der NFP für den Rundfunk Berlin-Brandenburg produziert. Die Erstausstrahlung erfolgte am 25. Dezember 2024.

## Kritiken
„Die Inszenierung hätte etwas mehr Tempo vertragen können, die visuellen Effekte etwas mehr Budget, und der Unhold der Geschichte erinnert an Samson aus der „Sesamstraße“, aber Detlev Buck und Christina Große als Teufel und Hexe lassen das „Märchen von der silbernen Brücke“ (RBB / NFP) stellenweise zu einer wunderbaren romantischen Komödie werden.“

„Märchenfilm frei nach einer Vorlage der Autorin Hertha Vogel-Voll, recht betulich inszeniert und in den Effekten durchwachsen, aber immerhin mit einigen gut besetzten Darstellern und einem kindgemäßen Appell für eine sinnvolle Work-Life-Balance.“